# 美国伟人名人堂
美国伟人名人堂（Hall of Fame for Great Americans）是美国纽约市布朗克斯布朗克斯社区学院内的一座名人堂，收录了102名美国公民。它建于1901年，本是纽约大学大学高地校区的一部分，由建筑师斯坦福·怀特设计，用来装饰古尔德纪念图书馆（Gould Memorial Library）的挡土墙。它是一个带有柱廊的涼廊，长630英尺（190），里面有各个伟人的匾额和青铜半身像。
慈善家海伦·古尔德于1900年为该建筑捐款，1901年5月30日正式落成。第一座半身像于1907年安放，最初展示的都是美国本土出生者，1915年开始接纳外国出生的公民。大多数半身像在1922年至1930年间完成。
名人堂收录的最后一位伟人于1976年选出。由于缺乏资金，名人堂缺少路易斯·布蘭迪斯、克拉拉·巴顿、路德·伯班克和安德鲁·卡内基的半身像，其余98个半身像也开始锈蚀。学校在20世纪末和21世纪初对名人堂进行了数次翻修。2017年羅伯特·E·李和石牆傑克森的半身像遭到移除。

## 历史
纽约大学校长亨利·米切尔·麦克拉肯在1890年代末提议修建名人堂，以修饰古尔德纪念图书馆暴露在外的一堵挡土墙。他的灵感来自于1853年竣工的德国慕尼黑名人堂。它是美国第一个名人堂。
1900年3月海伦·古尔德捐赠10万美元后，名人堂开始施工。名人堂预计收录150人，其中50人在1900年选出，随后每5年选5个，直至2000年。其预定的入选资格为在美国出生并至少在十年前去世。1900年3月下旬投票开始时，名人堂修建成本已超过预算，达20万美元。
纽约大学邀请了100人负责筛选名人，252项提名中只有30项获得合格的50票。1900年10月，第一批入选者正式确认，同时学校还决定为外国出生的名人再建一个可容纳30人的名人堂。美国伟人名人堂在1901年5月30日落成，收录29人，外国伟人名人堂则因缺乏资金没有建成。名人堂建成后，迅速获得大众关注，《纽约时报》曾定期详细报道其提名和选举情况。
到1960年代，名人堂的关注度还比较高。1973年，纽约大学将其布朗克斯校区出售给纽约市立大学，纽约市立大学将该校区划给布朗克斯社区学院。但这次交易不包含名人堂，因为纽约市立大学认为名人堂没有价值。名人堂基金成立于1974年，纽约大学和纽约市立大学每年共同提供125,000美元用于名人堂的维护，持续三年。
1976年，纽约大学打算取消每年61,000美元的名人堂运营补贴。原因是它位置偏远，远离紐約地鐵，吸引的游客不够多，虽然每年仍有约一万名游客。同年，名人堂开始根据选举人给出的分数筛选名人，而不是根据票数。克拉拉·巴顿、路德·伯班克和安德鲁·卡内基入选，这也是名人堂的最后一次选举。
1978年，新泽西州官员拒绝了将名人堂迁至自由州立公园的计划。1979年，名人堂只有一名工作人员，没有任何维修资金，许多半身像渐渐锈蚀，一些甚至遭到破坏，如安德鲁·杰克逊的半身像。
此后，名人堂在1981年至1985年（200万美元）、1992年至1997年（130万美元）多次翻修，花费不菲。布朗克斯社区学院于2001年组织了一次100万美元的筹款活动，近两年后只筹到2,000美元，全部来自纽约大学校友。到2009年，名人堂主要由两位当地历史学家维护。社区学院于2015年宣布计划筹集2500万至5000万美元用于翻修古尔德图书馆，并计划将名人堂扩建到图书馆内。
2017年8月，团结右翼集会后，纽约州州长安德鲁·库默下令拆除联盟军将军羅伯特·E·李和石牆傑克森的半身像。拆除后，名人堂只剩下96个半身像，还有6个剩余空位。此后名人堂还是处在疏于维护的状态

## 提名
其提名规则在历史上发生过几次变动，目前所有提名人都必须是美国公民，包括归化公民和本土出生公民，并且他们必须在提名前至少25年去世，后一项规则在1922年前为10年前去世。